# 薩德湖
58°32′N 26°40′E / 58.533°N 26.667°E

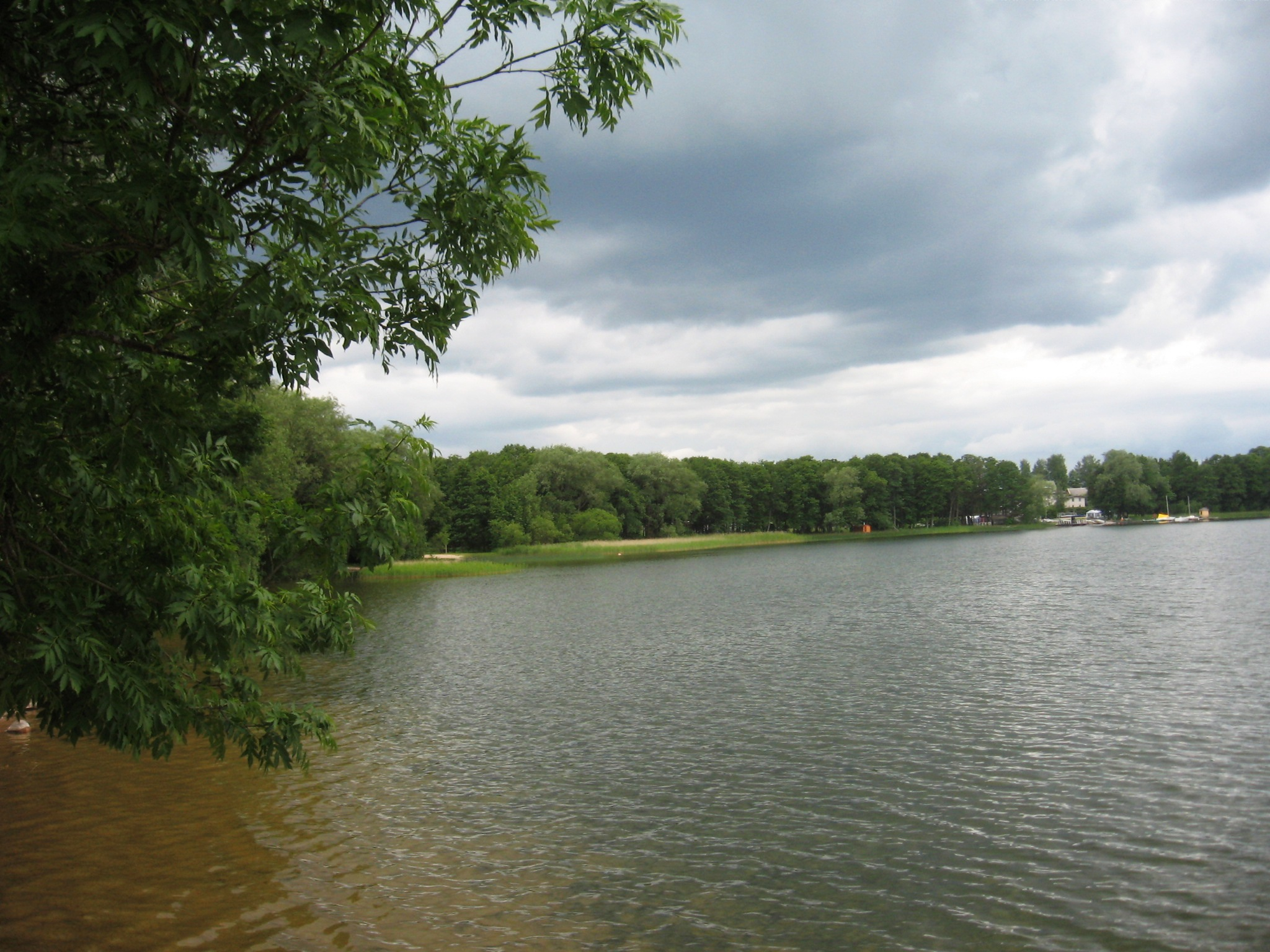

薩德湖，是愛沙尼亞的湖泊，位於該國中東部，距離塔爾圖約15公里，長6公里、寬1.8公里，面積7.1平方公里，海拔高度53米，平均水深8米，最大水深25米。